# ليلا غاندي
ليلا غاندي (بالإنجليزية: Leela Gandhi)‏ هي مؤرخة هندية، ولدت في 1966.